# Мемелігань
Мемелігань, Мемелігані (рум. Mămăligani) — село у повіті Алба в Румунії. Входить до складу комуни Могош.
Село розташоване на відстані 301 км на північний захід від Бухареста, 33 км на північний захід від Алба-Юлії, 59 км на південний захід від Клуж-Напоки.

## Населення
За даними перепису населення 2002 року у селі проживали 49 осіб, усі — румуни. Усі жителі села рідною мовою назвали румунську.